# Misantroop

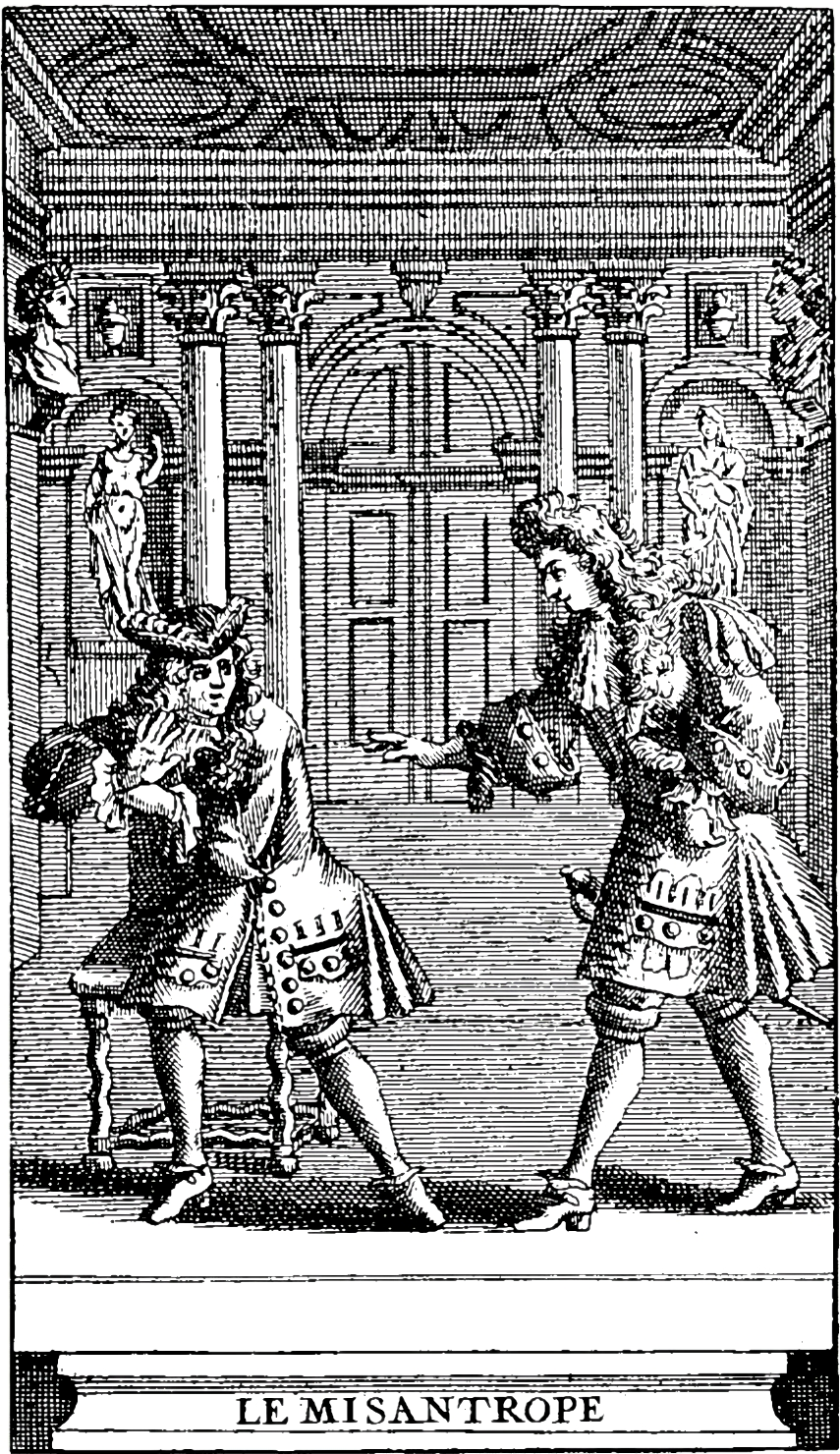
Voorpagina van De Misantroop, Molière (1719)

Misantropie is een levenshouding die wordt gekenmerkt door een pessimistische visie op de samenleving en het wantrouwen van mensen. Een misantroop kan humaan en sociaal gedrag vertonen en is dus niet per definitie antisociaal of het tegengestelde van een humanist. Het woord misantropie komt van het Griekse misos (haat) en anthropos (mens). Een synoniem voor misantropie is mensenhaat en een antoniem is filantropie.
Misantropie was al een bekende levenshouding in het Oude Griekenland, die zich veelal uitte in een afzondering van de samenleving, uitgelokt door desillusie en een ongeloof in de mogelijkheid van mensen om op harmonieuze wijze met elkaar om te gaan.
In veel gevallen is misantropie een gevolg van negatieve ervaringen met anderen, en dikwijls gaat ze gepaard met cynisme, arrogantie en/of onverschilligheid ten opzichte van de maatschappij.

## Bekende misantropen

### Personages
- Timon van Athene was een notoire misantroop.
- Le misanthrope is een bekend toneelstuk van Molière.
- Ebenezer Scrooge uit Charles Dickens' verhaal A Christmas Carol is een misantroop die door ontmoetingen met geesten die hem zijn verleden, heden en toekomst voorspiegelen, zijn levenshouding verandert.
- Een Vuile Egoïst, een toneelstuk uit 1970 door Françoise Dorin, heeft een sympathieke misantroop als hoofdpersoon. Het werd in het Nederlands vertaald door Guus Verstraete sr. en in 1975/1976 uitgevoerd met Guus Hermus als misantroop en Ko van Dijk jr. als zijn bediende.
- Melvin Udall, gespeeld door Jack Nicholson in As Good as It Gets is een beroemde romanschrijver en een grove, sarcastische, verzuurde en bevooroordeelde misantroop, die teruggetrokken in zijn appartement in Manhattan leeft. Iedereen die hem ontmoet, krijgt een belediging toegeworpen.[1]
- Greg House, gespeeld door Hugh Laurie in House M.D., is een hoogbegaafde mensenhater.[2]
- Hannibal Lecter in Silence of the Lambs (1991) is een misantrope seriemoordenaar.[3]

### Personen
- Henry David Thoreau schreef: Geen gezelschap is zo plezierig als alleen zijn. We zijn  eenzamer in gezelschap dan alleen in onze kamers.[4][5]
- Emily Dickinson koos ervoor het grootste gedeelte van haar leven op haar kamer door te brengen, alleen.[6][7]
- Isaac Newton wordt in The calculus Wars beschreven als iemand die graag in afzondering bezig was met wetenschap, en zijn onderzoek boven alles stelde. Boven sociale interactie, familie en hygiëne.[6][8][9]